# سکوندی-تاکورادی
سکوندی-تاکورادی (به لاتین: Sekondi-Takoradi) یک شهر بزرگ در غنا است که در منطقه غربی (غنا) واقع شده‌است.

## خصوصیات
سکوندی-تاکورادی ۴۴۵٬۲۰۵ نفر جمعیت دارد و ۱۰ متر بالاتر از سطح دریا واقع شده‌است.

## خواهرخوانده
شهرهای اوکلند، بوستون، ماساچوست و پلیموث (انگلستان) خواهرخوانده‌های سکوندی-تاکورادی هستند.